# زبان سیبک
زبان سیبک (انگلیسی: Cibak language) (یا چیباک، چیبک، کیباکو، کیکوک) یک زبان آفروآسیایی است که در نیجریه حدود ۲۰۰٬۰۰۰ نفر به این زبان صحبت می‌کنند.
سیبک در مناطق دولت محلی آسکیرا/اوبا، چیبوک و دامبوا در جنوب ایالت بورنو در نیجریه صحبت می‌شود.
اکثر سخنرانان این زبان مسیحی (حدود ۹۲٪) هستند؛ بیشتر دانش‌آموزان دختر ربوده شده در آدم‌ربایی دانش‌آموزان دختر چیبوک در سال ۲۰۱۴ توسط بوکو حرام، سیبک‌زبانان و مسیحیان بودند.